# 帝汶海鲨鱼

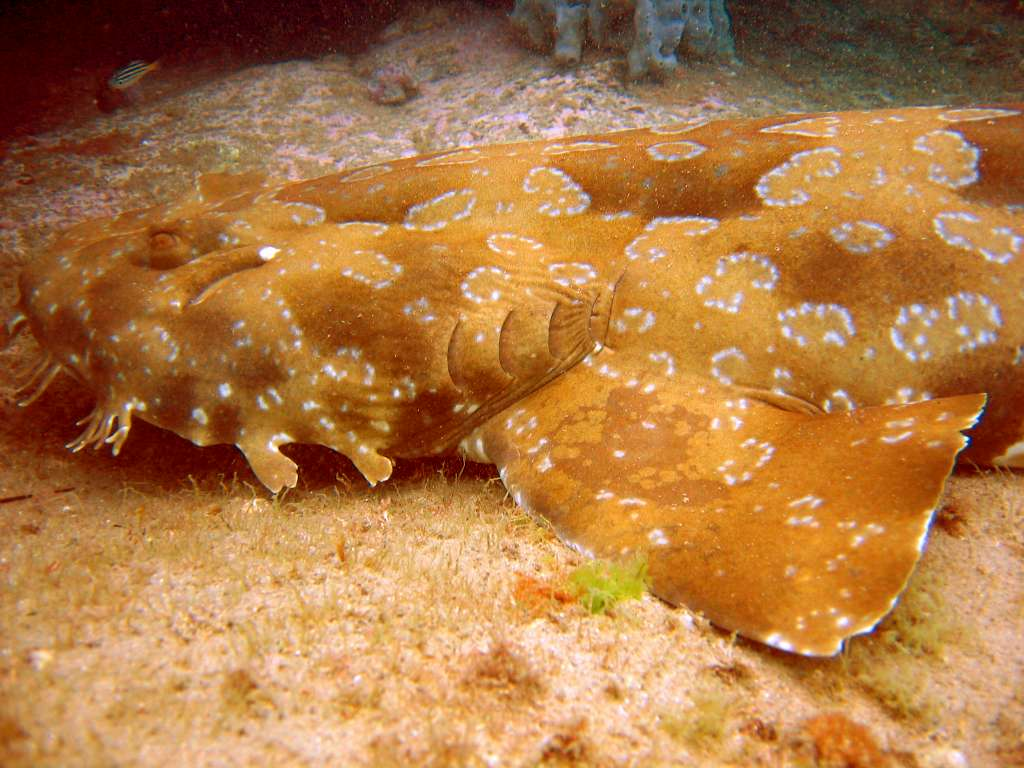
摄于澳洲悉尼贝壳海滩（Shelly Beach）的斑点须鲨。

帝汶海鲨鱼（英语：Timor Sea Ground Shark）是一种据传闻出没于帝汶海的没有背鳍、潜伏于海底的的巨型鲨鱼，其与大白鲨相似，但身体更长。帝汶海鲨鱼最初的记载可追溯至德裔美国科普作家威利·雷于1941年发布的著作《The lungfish, the dodo & the unicorn : an excursion into romantic zoology》一书。英国动物学与神秘动物学家卡尔·舒克认为帝汶海鲨鱼可能是幸存的巨齿鲨或某种须鲨。